# Сеньківка (Чернігівський район)
Сенькі́вка — село в Україні, у Городнянській міській громаді Чернігівського району Чернігівської області. До 2017 центр Сеньківської сільської ради.

## Географія
Село розташоване на відстані від колишнього районного центру Городня близько 31 км і проходить автошляхом місцевого значення. Неподалік розташований пункт контролю Сеньківка — Веселівка на кордоні із Білоруссю на автошляху в напрямку Тереховки, а також Сеньківка — Нові Юрковичі на кордоні із Росією у напрямку Климового.

## Історія
Біля Сеньківки виявлено поселення ранньозалізної доби (1-е тисячоріччя до н. е.) і давньоруські кургани та курганний могильник (X—XII століття).
Село засновано на території Чернігівського воєводства Речі Посполитої. Перша згадка в історичних джерелах датується 1626 роком. З 1649 року — у Чернігівському полку Гетьманщини.
Після 1782 року — у Городнянському повіті Чернігівської губернії.
З 1917 року — у складі УНР. З 1920 року — під комуністичною владою, яка 1929 року вдалася до систематичного терору проти незалежних господарників Сеньківки. 1932 року у селі почався голод, який, через вилучення всіх їстівних продуктів, перетворився на цілеспрямований геноцид голодомором.
У 1941 році село було окуповано німецько-фашистськими військами, 1943 року — звільнено.
З 1991 року — у складі незалежної України.
У селі початкова школа, будинок культури, музей, бібліотека, фельдшерсько-акушерський пункт.
12 червня 2020 року, відповідно до розпорядження Кабінету Міністрів України № 730-р від «Про визначення адміністративних центрів та затвердження територій територіальних громад Чернігівської області», село увійшло до складу Городнянської міської громади.
19 липня 2020 року, в результаті адміністративно-територіальної реформи та ліквідації Городнянського району, село увійшло до складу Чернігівського району.
Протягом 2022 року з села вивезли усіх жителів, частину — під час окупації до кордону із Білоруссю, решту — після деокупації, через початок масованих обстрілів. У селі відсутні зв’язок та світло.
21 березня 2023 року російські окупанти обстріляли дорогу біля с. Сеньківка Чернігівського району у вівторок у першій половині дня, повідомляють на сторінці Оперативного командування "Північ". "З 10:35 до 10:55 зафіксовано 13 приходів, імовірно зі ствольної артилерії, в районі дороги на Хрінівку та Сеньківку (Чернігівська обл.)", - ідеться в повідомленні.

## Населення

### Мова
Розподіл населення за рідною мовою за даними перепису 2001 року:
| Мова       | Кількість | Відсоток |
| ---------- | --------- | -------- |
| українська | 205       | 95.79%   |
| російська  | 5         | 2.34%    |
| білоруська | 4         | 1.87%    |
| Усього     | 214       | 100%     |

## Прикордоння
До 2013 року в селі щорічно традиційно відбувались зустрічі представників трьох народів: українців, білорусів та росіян.
На межі УРСР, БРСР та РРФСР, так званому Слов'янському полі, у 1975 році відкрито «Монумент дружби народів». До 2013 року щорічно у Сеньківці проходив фестиваль «Слов'янська єдність» та молодіжний міжнародний фестиваль «Дружба». На теренах села також розташований парк «Дружба народів».
У 1957 році встановлено надгробок на братській могилі загиблих 1941 року радянських воїнів.
12 травня 2022 року у Чернігівській обласній адміністрації одноголосно ухвалено рішення на засіданні Консультативної ради з питань охорони культурної спадщини при Департаменті культури і туризму, національностей та релігій Чернігівської ОВА та підготовлений пакет документів для зняття з обліку як пам'ятки історії місцевого значення монументу «Три сестри» у Сеньківці, який був присвячений «дружбі народів» України, росії та білорусі. Питання долі цієї споруди обговорювали за дорученням начальника Чернігівської обласної військової адміністрації Вячеслава Чауса. Досі вона вважалася пам'яткою історії та носила охоронний № 574-Чр.